# Simfonia núm. 1 (Haydn)
La Simfonia número 1 en re major, Hoboken I/1 de Joseph Haydn fou composta l'any 1759 a Lukaveč. Malgrat que el mateix Haydn la identifica com a la seva primera simfonia, els estudiosos no estan del tot convençuts que ho sigui, i fins i tot que sigui la més antiga de les que han sobreviscut. Mentre que es té la certesa que la número 1 va ser composta el 1759, H. C. Robbins Landon no arriba a obtenir una certesa semblant sobre si la número 2 o la número 4 (o potser ambdues) podria haver estat escrita en 1757 o 1758.
La Simfonia número 1 està orquestrada per a dos oboès (o possiblement flauta travessera), fagot, 2 trompes, cordes i continu. Com moltes de les seves primeres simfonies i les de molts dels seus contemporanis en aquells anys, és en tres moviments.
- I. Presto
- II. Andante en sol major, 2/4
- III. Presto, 3/8

El primer moviment s'inicia amb un crescendo a l'estil de Mannhein que queda contrastat amb la resta de la simfonia que té un caràcter més austríac.
Aquest mateix moviment té "freqüents passatges on" la viola és "emprada amb certa ingenuïtat i fins a cert punt separada de la línia del baix"

## Discografia
La simfonia 1 es troba disponible juntament amb les altres cinc primeres en interpretació del conjunt Sinfonia Finlandia dirigit per Patrick Gallois, a Naxos records.
També amb les mateixes altres quatre en interpretació de la Hanover Band dirigida per Roy Gooman, a Helios records.
El conjunt de les dotze primeres les ha enregistrat el grup Cantilena dirigit per Adrian Shepherd per a Chandos Records.
Christopher Hogwood, amb l'Academy of Ancient Music ha tret al mercat el conjunt de les números 1, 2, 4, 5, 10, 11, 18, 27, 32, 37, i 107 ("A").
També figura a les integrals enregistrades per Adam Fischer amb l'Austro-Hungarian Haydn Orchestra, per antal Doráti amb la Philharmonia Hungarica.